# Akrobacje powietrzne na desce
Akrobacje powietrzne na desce, także sky surfing, skysurfing – dyscyplina sportowa, w której zadaniem zawodnika jest skok z samolotu, a następnie lot ślizgowy w powietrzu na desce surfingowej. Zawodnik spada z szybkością ok. 200 km/h z ok. 4 tys. m. Ma na wykonanie ewolucji ok. 50 s. Spadochron otwiera się na wysokości ok. 1312 m (według norm amerykańskich). Jednak w skokach eksperymentalnych dopuszczalna jest minimalna wysokość otwarcia spadochronu na 1150-820 m.
Do figur wykonywanych podczas skoku można zaliczyć m.in.: młynek ze skrętami w lewo i prawo, helikopter lub lot głową w dół. Ewolucje oceniane są pod względem stopnia trudności i wrażeń estetycznych. Ocena dokonywana jest na podstawie filmu z lotu zarejestrowanego kamerą umieszczoną w kasku kamerzysty, który leci razem z zawodnikiem. Pięciu sędziów ocenia każdy skok w skali 0-10. Podczas lotu zawodnik ma obowiązek zademonstrować dwie rundy z 4 ewolucjami obowiązkowymi i 5 rund z układami dowolnymi.
Konkurencja różni się od freestyle układami figur i sekwencji oraz tym, że zawodnik wyskakuje z przypiętą deską do nóg.

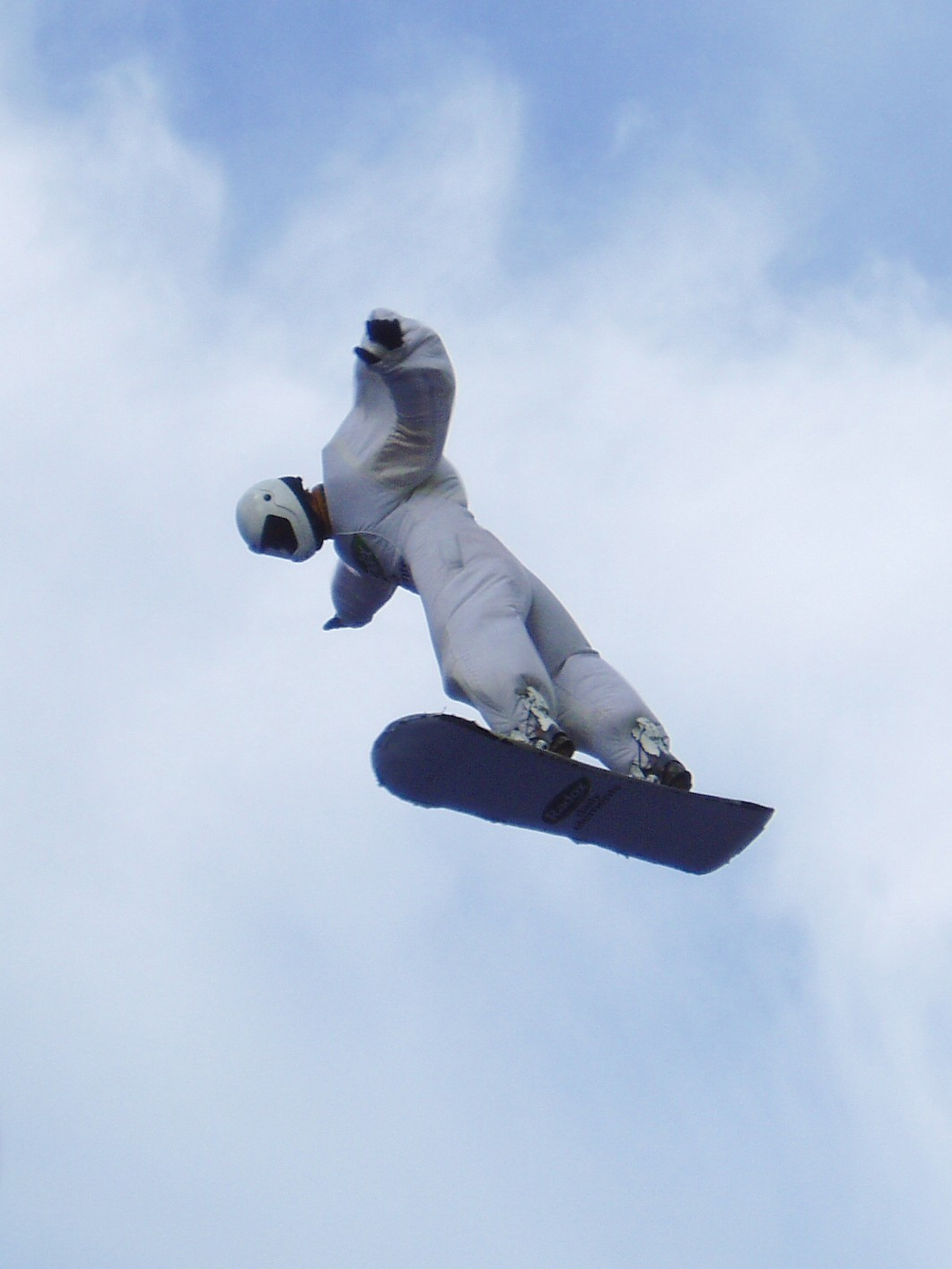
Akrobacje powietrzne na desce

## Sprzęt
Minimalne wymiary deski do skoków to: 110 cm długości i 22 szerokości. Ważny jest też stosunek długości deski do wzrostu zawodnika, który powinien wynosić 0,75. Każdy ze skoczków jest wyposażony w spadochron z systemem automatycznego otwierania na określonej wysokości.

## Historia
Dyscyplina powstała na początku lat 80. w Kalifornii. Najpierw wykorzystywano do skoków zwykłe deski surfingowe. Francuz Joel Cruciani był pierwszym, który skoczył na desce surfingowej wyposażonej w wiązania do snowboardingu. Nagranie z tego skoku zostało wykorzystane w filmie "Hibernator". Natomiast w 1988 r. L. Bouquet (również Francuz) wykonał skok na szerokiej desce z trwałym umocowaniem stóp. Inny Francuz Patrick de Gayardon stworzył system wiązań pozwalający na wypięcie deski w sytuacji zagrożenia lub w chwili rozwijania się spadochronu.
W 1990 r. miały miejsce pierwsze Mistrzostwa Świata World Freestyle Federation (WFF) w Teksasie, podczas których rozgrywana była konkurencja akrobacji powietrznych na desce. Wówczas prezes WFF zaproponował, aby ocena ewolucji odbywała się przy udziale kamery.
W 1992 r. Francuska Federacja Spadochronowa jako pierwsza uznała akrobacje powietrzne na desce za dyscyplinę sportową. Powstała również firma Surflite specjalizująca się w produkcji sprzętu służącego do uprawiania tego sportu. Otworzył ją Amerykanin J. Loftis.
W 1993 r. odbyły się pierwsze Mistrzostwa Świata w tej dyscyplinie. Pierwszy złoty medal zdobyła amerykańska grupa Gus Wings, w której skład wchodził także Patrick de Gayardon. Dyscyplina była wówczas popularna w USA (szczególnie w Kalifornii i Illinois) oraz we Francji i Niemczech. W 1994 r. do krajów zajmujących się jej popularyzacją przystąpiła Belgia. W tym samym roku utworzono też oddzielną sekcję dla kobiet uprawiających akrobacje powietrzne na desce. W 1995 r. podczas Igrzysk Sportów Ekstremalnych do współzawodnictwa wystartowało 10 drużyn uprawiających ten sport.
Zawodników i działaczy akrobacji powietrznych na desce zrzesza Skysportif International.
W Polsce sport ten zaczął być uprawiany w drugiej połowie lat 90.

## Mistrzowie świata w akrobacjach powietrznych na desce

### Mężczyźni
- 1994 –  Stany Zjednoczone
- 1995 –  Stany Zjednoczone
- 1997 –  Szwajcaria
- 1999 –  Rosja
- 2001 –  Francja
- 2003 –  Rosja
- 2004 –  Rosja – Dmitrij Owodienko, Igor Kalinin
- 2006 –  Szwajcaria – Oliver Furrer, Lukas Koller

### Kobiety
- 1995 –  Szwajcaria
- 1997 –  Szwajcaria
- 1999 –  Stany Zjednoczone
- 2001 –  Stany Zjednoczone
- 2003 –  Rosja
- 2004 –  Francja – Blandine Perroud, Cyril Lancry
- 2006 –  Rosja – Maria Rjalikowa, Wiktoria Demikowa

### MistrzowieX Games
- 1995 – Rob Harris, Joe Jennings
- 1996 – Bob Greiner, Clif Burch
- 1997 – Troy Hartman, Vic Pappadato
- 1998 – Walery Rozow, Clif Burch
- 1999 – Eric Fradet, Alex Iodice
- 2000 – Stefan Klaus, Brian Rogers

w 2001 usunięto z programu